# موريسيو أسينخو
موريسيو أسينخو (بالإسبانية: Mauricio Asenjo)‏ (23 يوليو 1994 بالأرجنتين - ) هو لاعب كرة قدم أرجنتيني في مركز الهجوم. لعب مع بانفيلد وClub Atlético Brown ‏.

## وصلات خارجية
- موريسيو أسينخو على موقع دوري كوريا الجنوبية (الإنجليزية)
- موريسيو أسينخو على موقع قاعدة بيانات كرة القدم.إي يو (الإنجليزية)
- موريسيو أسينخو على موقع Soccerway.com (الإنجليزية)